# آبادس
آبادس (به اسپانیایی: Abades) یک شهرستان در اسپانیا با جمعیت ۸۸۸ نفر است که در سگبیا واقع شده‌است.

## نگارخانه

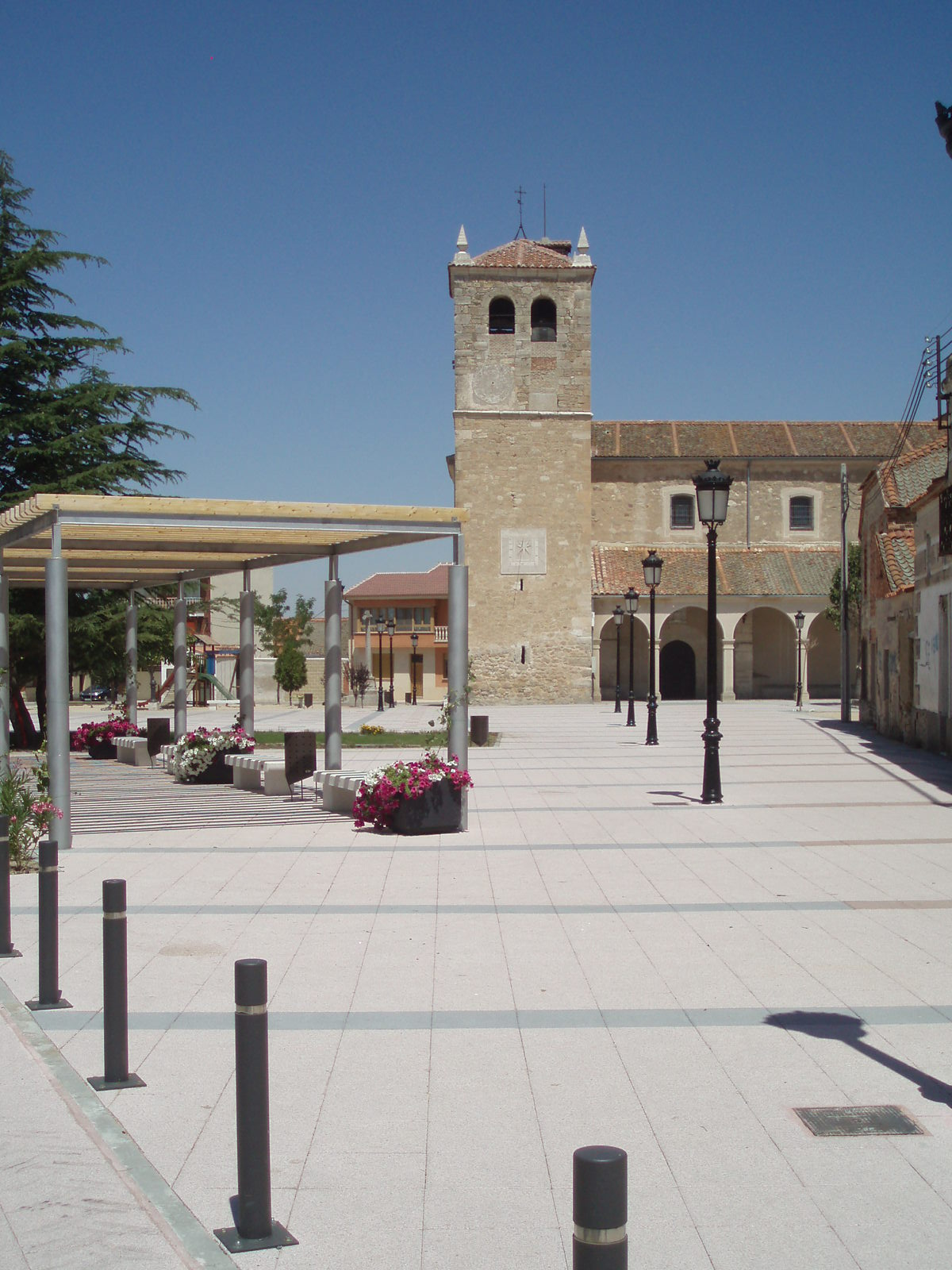
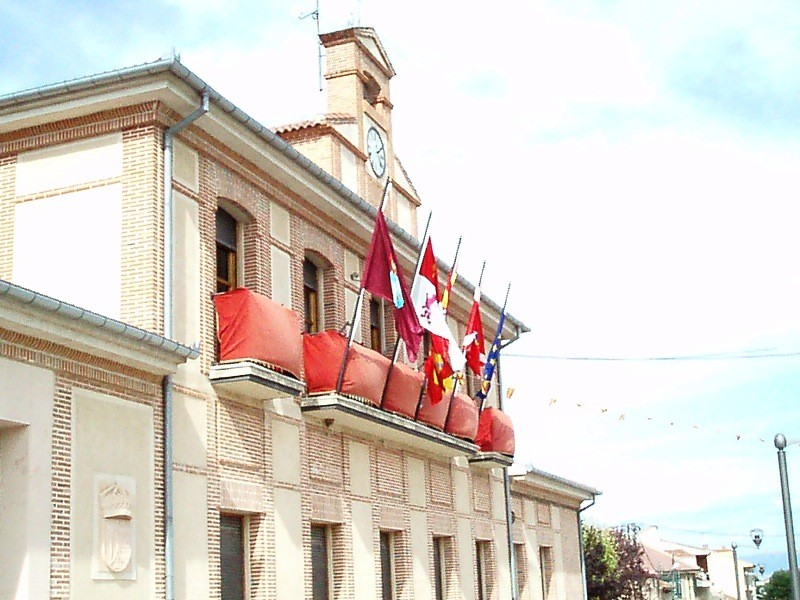
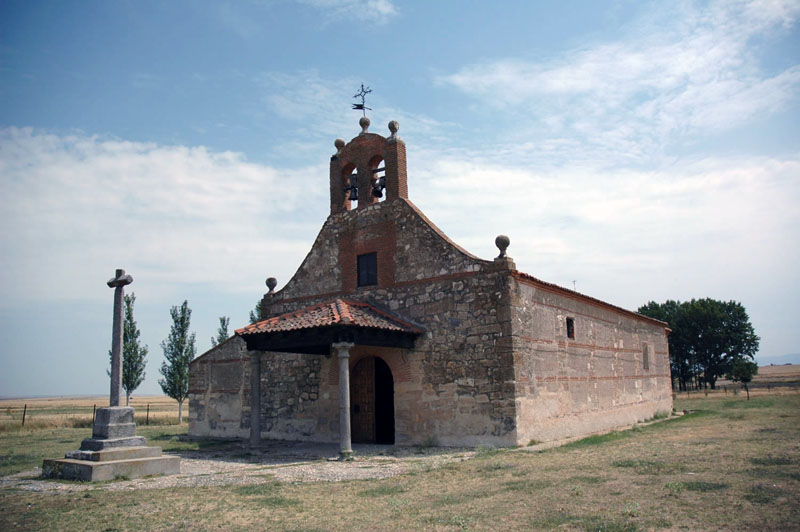
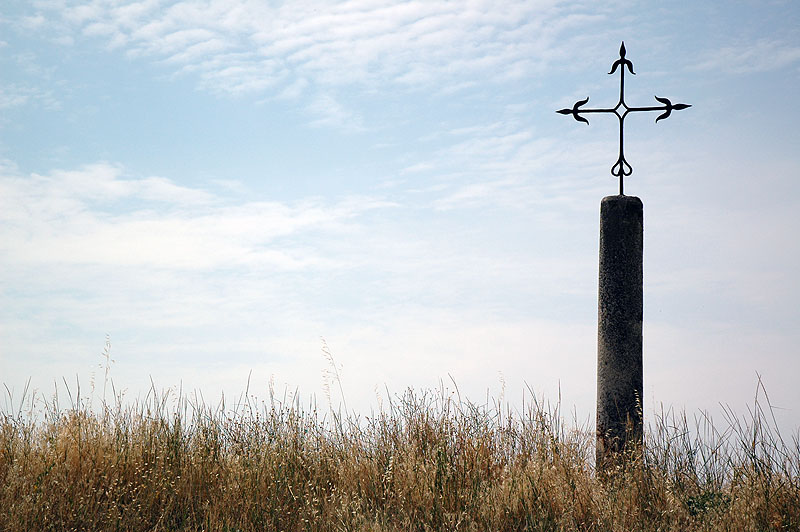
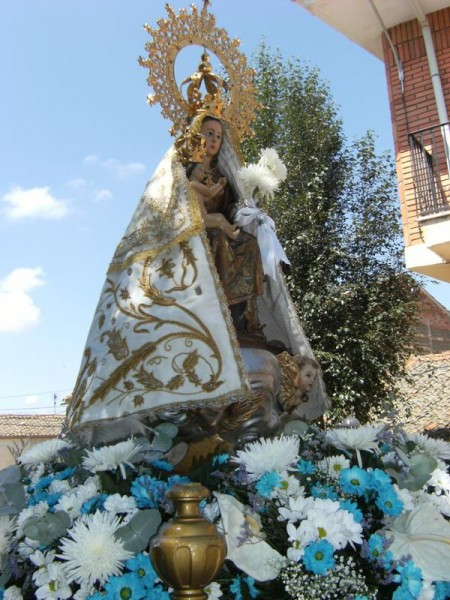